# Gymnophryxe africana
Gymnophryxe africana är en tvåvingeart som först beskrevs av Louis-Paul Mesnil 1968.  Gymnophryxe africana ingår i släktet Gymnophryxe och familjen parasitflugor.
Artens utbredningsområde är Tanzania. Inga underarter finns listade i Catalogue of Life.